# ローラ・T98/00
ローラ・T98/00 (Lola T98/00) は、ローラが設計・製造したオープンホイールレーシングカーである。1998年のCARTシーズンで使用された。主に850 hp (630 kW) 発生するフォード・コスワース XBターボエンジンを搭載していた。